# 米赫內夫斯基峰
米赫內夫斯基峰（英語：Mihnevski Peak）是南極洲的山峰，位於葛拉漢地的布拉戈耶夫格勒半島，處於拉夫諾戈爾峰以南4.67公里、蒂卡萊峰以西4.07公里、庫尼諾角西北面6.4公里和迪拉洛角以東5.15公里。

## 外部連結

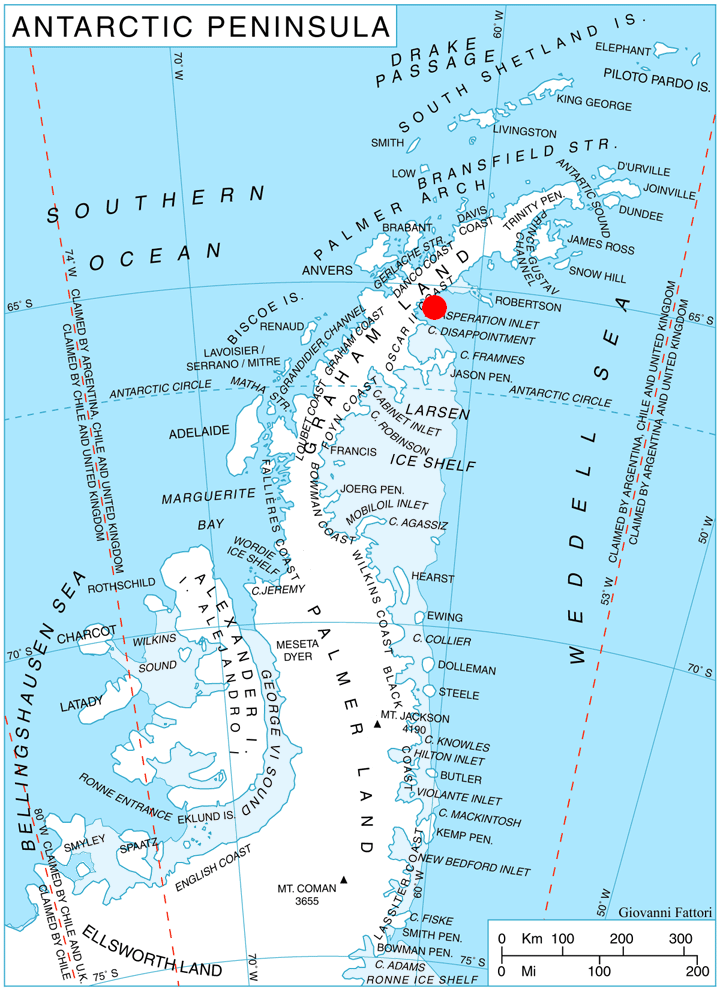

- Mihnevski Peak. （页面存档备份，存于） SCAR Composite Antarctic Gazetteer.

65°11′51″S 61°52′15″W / 65.19750°S 61.87083°W